# Fatias de Tomar
As fatias de Tomar são uma sobremesa da doçaria conventual portuguesa originária no Convento de Cristo e como o próprio nome indica são originárias de Tomar. Esta sobremesa é também conhecida como fatias da China.

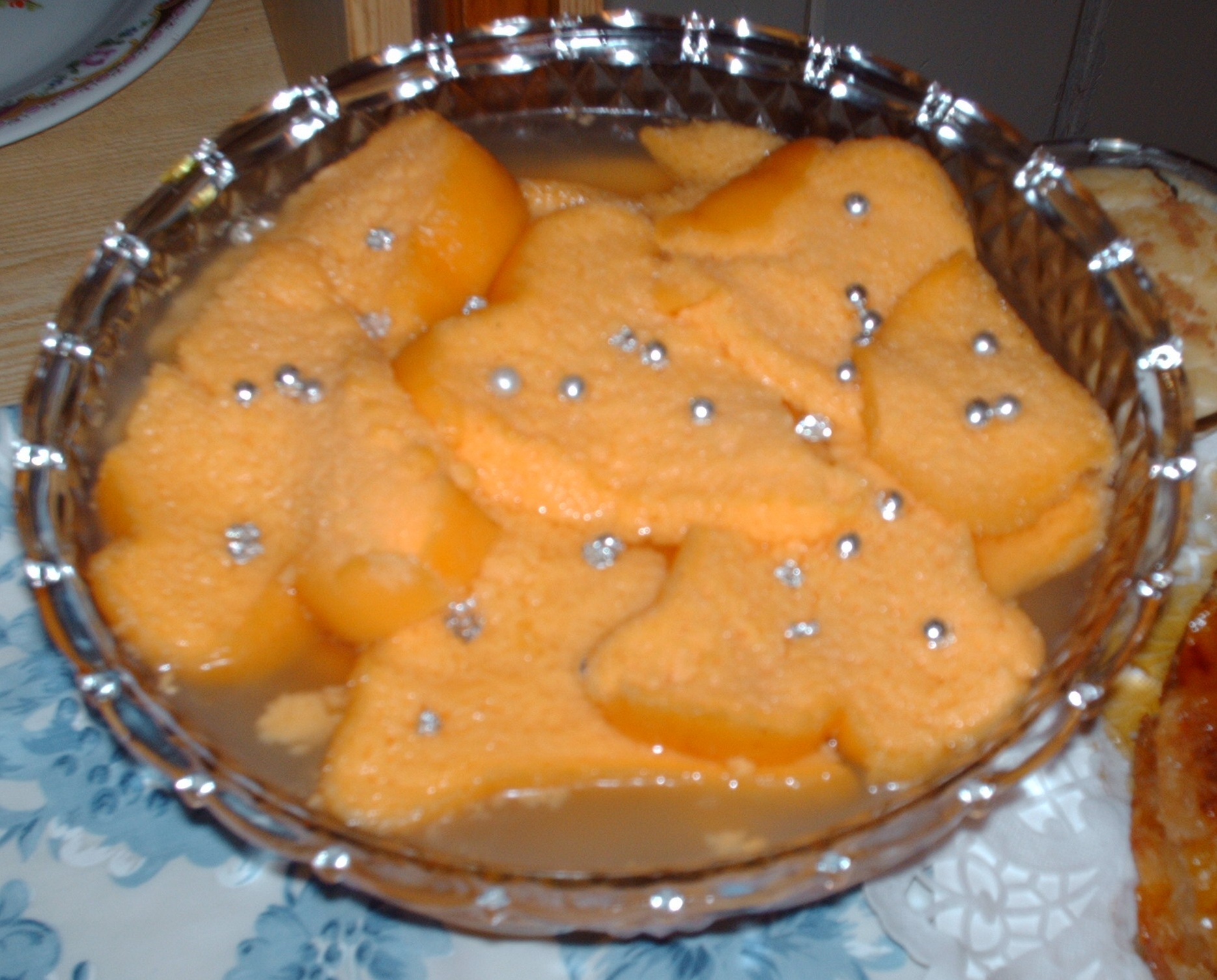
As Fatias de Tomar embebidas na sua calda de açúcar.

A panela que serve para as cozer foi inventada na cidade de Tomar, embora também possam ser feitas numa forma que vede bem. A referida panela tem um funil que permite juntar e verificar a água do banho-maria sem ser preciso retirar a forma e, sem parar a cozedura, o que iria fazer com que as fatias ficassem enqueijadas. Era a sobremesa favorita dos frades do Convento de Cristo.[carece de fontes?]

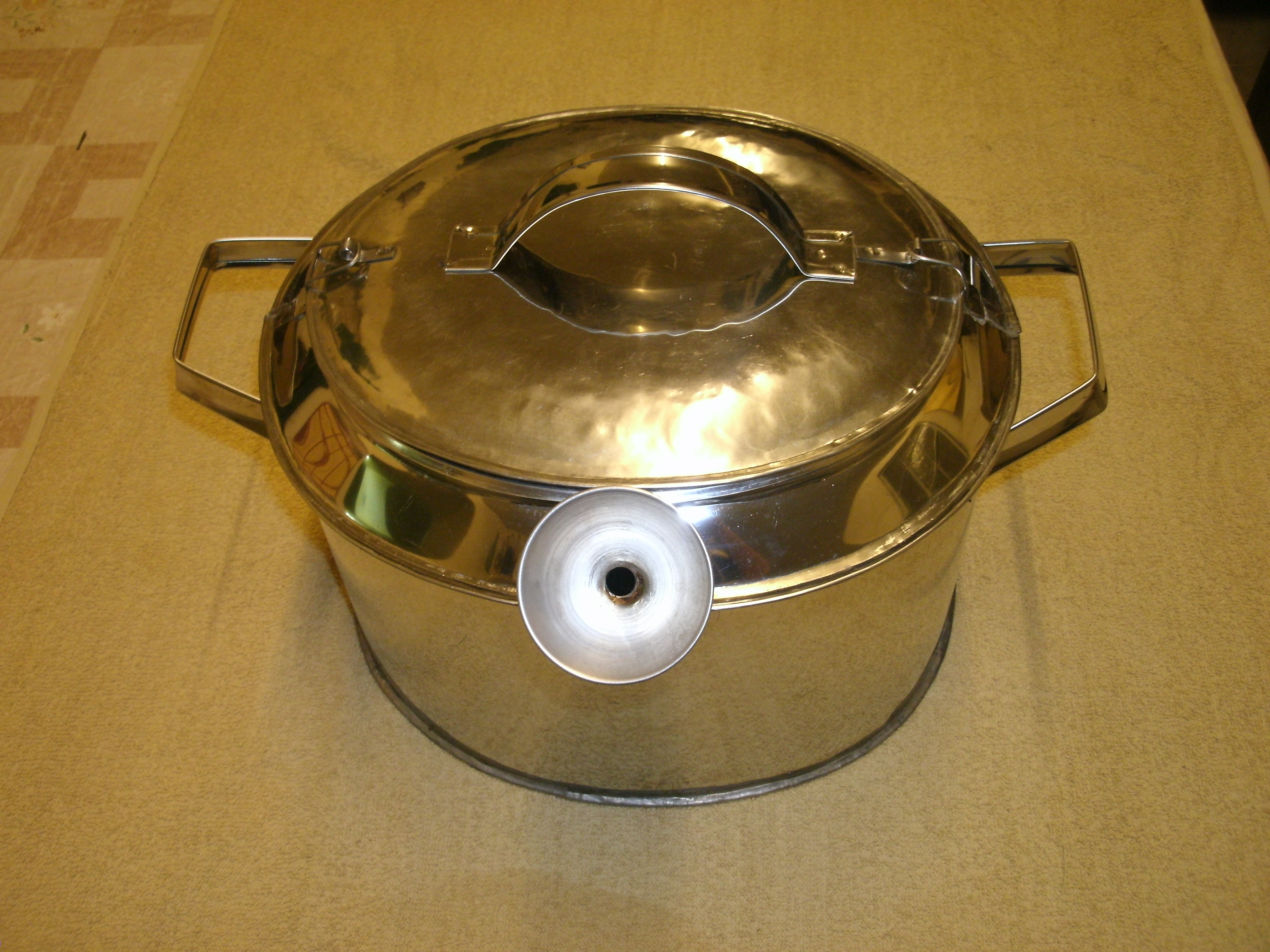
Panela Moderna Utilizada para fazer as Fatias de Tomar. Em Aço Inox.

## Ingredientes[1]
- 24 gemas de ovos
- 1 quilo de açúcar
- 1 litro de água